# Marchiz
Marchiz (corespondentul german era margraf sau marcgraf) este un titlu nobiliar francez sau englez. Titlul de marchiz era acordat de rege, fiind un titlu superior contelui. Marchizul administra (titre de fonction) o provincie de la graniță (marcă). Prin secolul XIII drepturile sau privilegiile legate de acest titlu se complică, o dată cu apariția titlului de Pairie de France. Printre personalitățile mai cunoscute care au purtat acest titlu se pot aminti: Voievodul Sas, Marchizul de Sade, Marchiza de Pompadour, François Laurent d'Arlandes, Marchiza Luisa Casati, Eudes Bunul Marchiz sau Marchiz de Saluzzo.